# Бахна (Бакау)
Бахна (рум. Bahna) насеље је у Румунији у округу Бакау у општини Паргарешти. Oпштина се налази на надморској висини од 310 m.

## Становништво
Према подацима из 2002. године у насељу је живело 630 становника, од којих су сви румунске националности.